# Austrorossia
Austrorossia is een geslacht uit de familie van de Sepiolidae. 

## Soorten
- Austrorossia antillensis (Voss, 1955)
- Austrorossia australis (Berry, 1918)
- Austrorossia bipapillata (Sasaki, 1920)
- Austrorossia enigmatica (Robson, 1924)
- Austrorossia mastigophora (Chun, 1915)